# 本部町立上本部中学校
本部町立上本部中学校（もとぶちょうりつ かみもとぶちゅうがっこう）は、沖縄県国頭郡本部町にある公立（町立）中学校。

## 通学区域
上本部小学校